# Ibeyi
Ibeyi (prononcer i-bey-i, « jumelles » en langue yoruba) est un groupe musical féminin français, d'origine cubaine, composé des sœurs jumelles Lisa-Kaindé et Naomi Díaz.
Le groupe chante en anglais, en espagnol, en yoruba et occasionnellement en français.

## Biographie

Lisa-Kaindé Diaz

Les jumelles Lisa-Kaindé et Naomi sont nées le 13 décembre 1994 à Paris.
Si leur mère, Maya Dagnino, est née en France d'un père vénézuélien et d'une mère tunisienne, leur père était le percussionniste cubain Anga Díaz, membre du groupe Buena Vista Social Club avec Ibrahim Ferrer, Rubén González, et Máximo Francisco Repilado Muñoz alias Compay Segundo. À sa mort, les deux sœurs, alors âgées de 11 ans, apprennent à jouer du cajón, l'instrument fétiche de leur père, et étudient les musiques folkloriques yoruba.
En 2014, sort leur EP Oya.
Le 7 août 2014, sort leur clip River, dans lequel elles apparaissent en close-up sous l'eau dans un plan-séquence où elles sortent tour à tour la tête de l'eau pour chanter les couplets. Ce clip leur vaut l'attention de beaucoup de médias.
En février 2015, le groupe sort son premier album, Ibeyi.
Le titre River fait partie de la bande originale de la deuxième saison de la série norvégienne Mammon.
En 2016, elles apparaissent dans le film qui accompagne la sortie de l'album Lemonade de Beyoncé. En mai de la même année, elles donnent une performance live en ouverture du défilé événement Chanel à Cuba pour leur cruise collection 2016.

En 2017, sort leur deuxième album Ash, toujours chanté en anglais ou en espagnol. Sur la chanson No Man Is Big Enough For My Arms, elles samplent un discours de Michelle Obama; puis sur Transmission/Michaelion, un extrait de l’audiobook Citizen: An American Lyric (en) de Claudia Rankine qui raconte en poèmes tous les événements racistes auxquels elle a assisté.
Elles réalisent des duos avec Sheila (sur Spacer en 2021 et sur Bang bang en 2022).

## Style musical
Le duo mélange la culture yoruba avec d'autres genres musicaux tels que la soul, le R&B, le Downtempo et le hip hop. Elles rendent également hommage à la Santería, syncrétisme mystico-religieux pratiqué par de nombreux Afro-Cubains.

## Discographie

### Albums studios
- 2015 : Ibeyi
- 2017 : Ash
- 2022 : Spell 31

### EP
- 2014 : Oya

### Collaborations
- 2016 : participation au clip musical All Night de Beyoncé[8]
- 2017 : La fête est finie d'Orelsan : Notes pour trop tard
- 2018 : Rise Up Wise Up Eyes Up : Hamildrops (Hamilton: An American Musical)
- 2018 : Hacia el amor et Libre avec Emicida
- 2022 : This is Not America avec Residente (en)[9]